# Cristian Dulca
Cristian Alexandru Dulca (Kolozsvár, 1972. október 25. –) egykori román válogatott labdarúgó.

## Mérkőzései a román válogatottban
| #  | Dátum              | Ellenfél      | Eredmény | Kiírás              | Esemény |
| -- | ------------------ | ------------- | -------- | ------------------- | ------- |
| 1. | 1997. november 19. | Spanyolország | 1 – 1    | barátságos mérkőzés | 79'     |
| 2. | 1998. március 18.  | Izrael        | 0 – 1    | barátságos mérkőzés |         |
| 3. | 1998. április 8.   | Görögország   | 2 – 1    | barátságos mérkőzés | 86'     |
| 4. | 1998. április 22.  | Belgium       | 1 – 1    | barátságos mérkőzés | 86'     |
| 5. | 1998. június 3.    | Paraguay      | 3 – 2    | barátságos mérkőzés |         |
| 6. | 1998. június 26.   | Tunézia       | 1 – 1    | Vb-csoportkör       | 32'     |

## Sikerei, díjai
FC Rapid București:
- Román labdarúgó-bajnokság: 1998-99
- Román labdarúgókupa: 1998

## Fordítás
- Ez a szócikk részben vagy egészben  a   Cristian Dulca című angol Wikipédia-szócikk fordításán alapul.  Az eredeti cikk szerkesztőit annak laptörténete sorolja fel. Ez a jelzés csupán a megfogalmazás eredetét és a szerzői jogokat jelzi, nem szolgál a cikkben szereplő információk forrásmegjelöléseként.